# Billy Bathgate
Billy Bathgate – amerykański film gangsterski z 1991 roku w reżyserii Roberta Bentona. Scenariusz powstał w oparciu o książkę E.L. Doctorowa. W główne role wcielili się Dustin Hoffman, Loren Dean i Nicole Kidman, która za swoją kreację otrzymała nominację do Złotego Globu w kategorii najlepsza drugoplanowa rola kobieca.
Zdjęcia kręcono w stanach Karolina Północna (Hamlet), Nowy Jork (Saratoga Springs) i New Jersey (Paterson).

## Fabuła
Nowy Jork, rok 1935, czasy Wielkiego Kryzysu w Stanach Zjednoczonych. Billy Bathgate (Loren Dean) mieszka wraz z matką w slumsach w dzielnicy Bronx, fascynuje go Dutch Schultz (Dustin Hoffman), jeden z największych gangsterów miasta. Pragnie poznać świat władzy i pieniędzy. Billy staje się świadkiem porachunków gangsterskich. Chłopak niespodziewanie wkrada się w łaski przestępcy i staje się najmłodszym członkiem jego gangu. Dutch powierza mu pod ochronę swoją dziewczynę Drew Preston (Nicole Kidman) i zakochuje się w niej. Billy wie, że to oznacza pewny wyrok śmierci. Odkrywa również, że ochrona Drew to tylko gra. Kobieta stała się niewygodna dla gangstera i ma się stać jego kolejną ofiarą. Billy Bathgate postanawia ratować ukochaną.

## Obsada
- Dustin Hoffman – Dutch Schultz
- Nicole Kidman – Drew Preston
- Loren Dean – Billy Bathgate
- Bruce Willis – Bo Weinberg
- Xander Berkeley – Harvey Preston
- Steve Buscemi – Irving
- Steven Hill – Otto Berman